# 2003 YN107
2003 YN107 (scritto anche come 2003 YN107) è un asteroide near-Earth di ridotte dimensioni. È stato scoperto il 20 dicembre 2003 nell'ambito del Lincoln Near-Earth Asteroid Research program (LINEAR), un programma di ricerca per l'individuazione sistematica dei NEO. Il suo diametro è compreso tra i 10 ed i 30 metri ed è prossimo alla linea di demarcazione dei 10 metri frequentemente utilizzata per distinguere i meteoroidi dagli asteroidi. Compare sulla lista degli incontri ravvicinati di asteroidi al nostro pianeta redatta dalla NASA (NEO Earth Close Approch Tables) dove è indicato che potrebbe passare a 0,0599 UA dalla Terra.
Percorre un'orbita intorno al Sole quasi circolare, simile a quella della Terra, con un periodo orbitale di 363,846 giorni che lo ha portato a mantenere una distanza inferiore a 0,1 UA dal nostro pianeta nel periodo compreso tra il 1996 ed il 2006. Inoltre, nel corso dell'anno, "orbita" lentamente intorno alla Terra. 2003 YN107 non è una seconda luna del nostro pianeta, perché in realtà non è legato gravitazionalmente alla Terra, ma appartiene ad un gruppo di oggetti coorbitali della Terra, la cui esistenza era stata ipotizzata dagli studiosi e di cui 2003 YN107 è stato il primo membro individuato. Gli oggetti che condividono queste caratteristiche orbitali sono detti quasi-satellite. Appartengono a questo gruppo anche 10563 Izhdubar, 54509 YORP, (66063) 1998 RO1, (85770) 1998 UP1 e (85990) 1999 JV6.

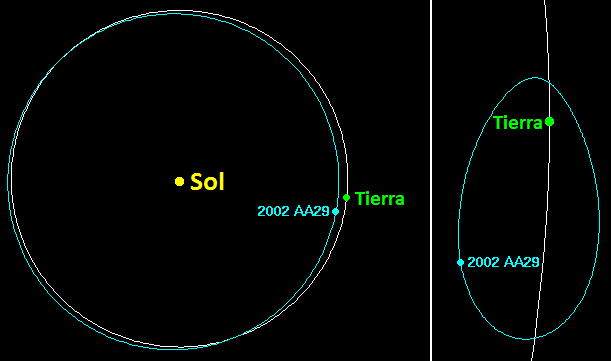
Orbita di

Prima del 1996, l'asteroide percorreva un'orbita detta a ferro di cavallo intorno al Sole, lungo l'orbita della Terra. Dopo il 2006, ha ripreso a percorrere tale orbita, manifestando un comportamento molto simile a 2002 AA29. Sembra che cambiamenti orbitali di questo tipo siano comuni per oggetti coorbitali. 2002 AA29 diverrà un quasi-satellite della Terra approssimativamente in 600 anni.